# Ołena Abaza
Ołena Abaza (ukr. Олена Абаза, ur. 12 marca 1983 w Łucku) – ukraińska piosenkarka i prezenterka telewizyjna.
Ukończyła szkołę muzyczną w klasie fortepianu. Wstąpiła do Łuckiego Uniwersytetu Technicznego (wydział ekonomiki i menadżerstwa, specjalność menadżer organizacji. Ucząc się aktywnie koncertowała i brała udział w festiwalach i konkursach. Od 2002 r. prezenterka telewizji w Łucku. Od 2003 pracuje w Kijowie na „5 kanale” od pierwszych dni jego założenia w projekcie „5 element”. Prezentuje „Pogodę w świecie”. Do jej repertuaru należą piosenki: „Zapomnij mnie” («Забудь мене»), „Powróć” («Повернись»), „Cień” («Тінь») i „Jesień” («Осінь»).